# نجم هيليوم متطرف
نجم الهيليوم المتطرف (يختصر EHe) هو نجم عملاق منخفض الكتلة غلافه الجوي تقريبا خالي من الهيدروجين ونوعه الطيفي A أو B .وبما انة لا توجد شروط حيث ان النجوم الخالية من الهيدروجين يمكن ان تتشكل من السحب الجزيئية فنظريا نجوم الهيليوم المتطرف هي نتاج اندماج لب الهليوم والأكسجين والكربون في الأقزام البيضاء.
نجوم الهيليوم المتطرف نادرة جدا 15 نجم معروف ضمن مساحة كبيرة جدا من المجرة.
تشكل النجوم الهليوم المتطرفة مجموعة فرعية ضمن فئة أوسع من النجوم التي تعاني من نقص الهيدروجين تشمل أيضا نجوم R الإكليل الشمالي التي لديها درجة حرارة سطح أعلى قليلا. ومن ضمن هذة النجوم نجوم PG 1159.

## روابط خارجية
- faulkes-telescope.com: "Extreme helium stars"
- "Astronomers Find Origin Of Extreme-Helium Stars"
- C. Simon Jeffery: "Extreme Helium Stars: Pulsation and Evolution"